# Euphorbia stygiana
Euphorbia stygiana — вид рослин з родини молочайні (Euphorbiaceae), ендемік Азорських островів.

## Підвиди
Вид містить такі підвиди:
- Euphorbia stygiana H.C.Watson subsp. stygiana
- Euphorbia stygiana subsp. santamariae H.Schäf. — підвид має статус CR, він обмежується регіоном Сан-Луаренсо на острові Санта-Марія[2].

## Опис
Це багаторічний вічнозелений чагарник. Виростає до висоти 1.5 м і поширюється на 1 м. Рослина із зеленими ланцетними листками й жовтими квітами.

## Поширення

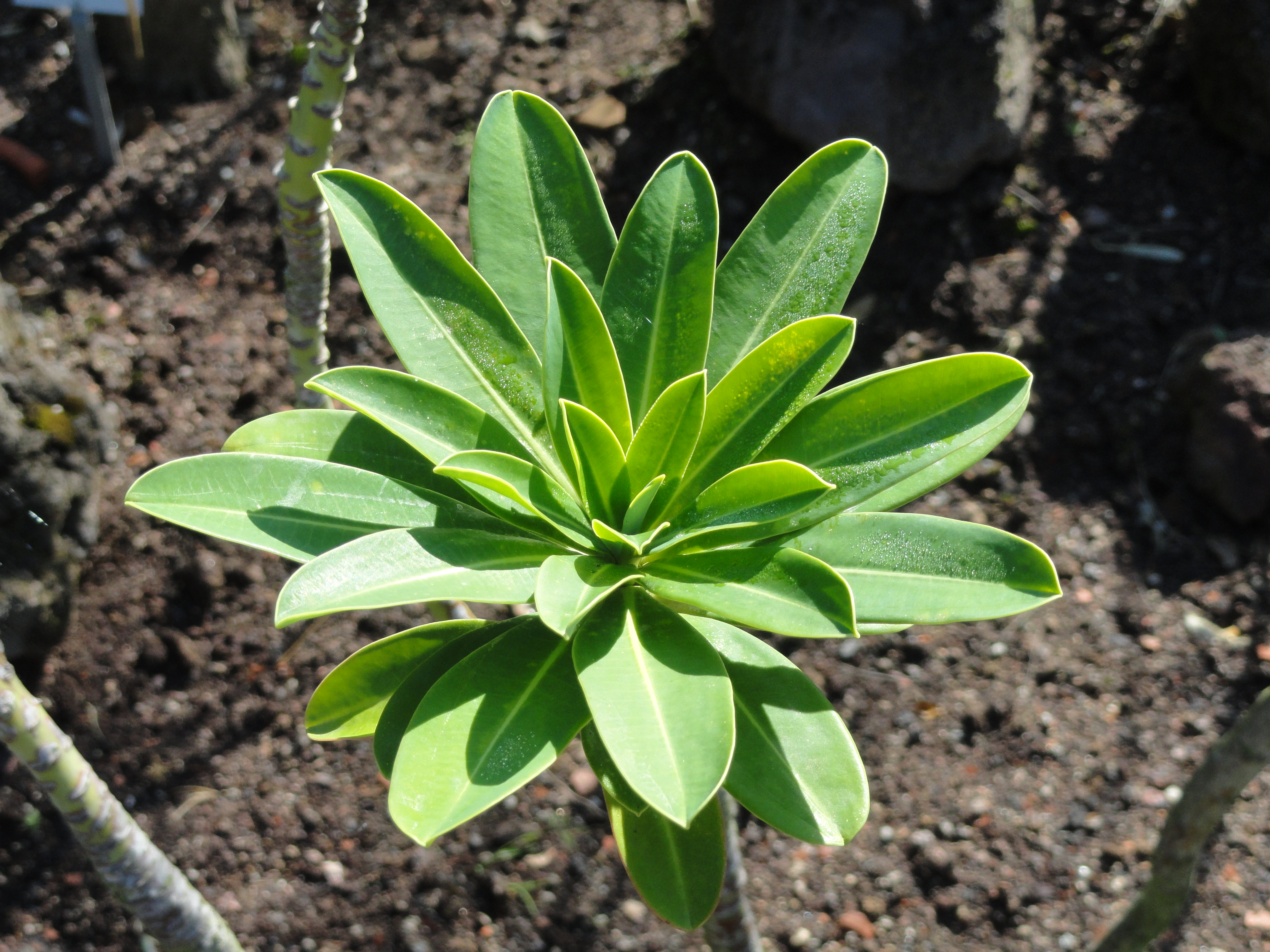

Ендемік Азорських островів.